# 蔡家堡乡
蔡家堡乡，是中华人民共和国青海省海东市互助土族自治县下辖的一个乡镇级行政单位。

## 行政区划
蔡家堡乡下辖以下地区：
岩崖村、大庄一村、东家沟村、关家山村、后湾村、刘李山村、马莲滩村、泉湾村、上刘家村、孙家湾村、杨家湾村、包刘村和大庄二村。